# أحمد منصور الأحمد الصباح
الشيخ أحمد منصور الأحمد الصباح (مواليد 1969) سياسي كويتي، نائب رئيس مجلس الوزراء وزير الداخلية الأسبق خلال الفترة من 28 ديسمبر 2021 حتى 17 فبراير 2022 ، وهو نجل الشيخ منصور الأحمد الجابر الصباح ، من زوجته الشيخة لطيفة عبدالله الجابر الصباح.

## سيرته الذاتية
- يحمل شهادة البكالوريوس في الإعلام المساند (علوم سياسية) من جامعة كانسس الأميركية.[2]
- دبلوم علوم عسكرية من كلية علي الصباح العسكرية.
- ضابط في الاستخبارات والأمن.
- مساعد آمر سرية الدبابات.
- نقيب في مديرية الشؤون العسكرية بمكتب وزير الدفاع (1991 - 2002).
- مدير إدارة الشؤون العامة بمكتب وزير الدفاع.
- مدير إدارة العقود والمشتريات الخارجية.
- وكيل وزارة مساعد للتجهيز الخارجي.
- وكيل وزارة مساعد للشؤون الإدارية.
- نائب رئيس مجلس إدارة الشركة الوطنية للأوفست ممثلاً عن وزارة الدفاع الكويتية.
- رئيس هيئة الخدمات الطبية.
- رئيس لجنة الأوفست المباشر (2003 – 2013).
- عضو مجلس إدارة الهيئة العامة للشباب والرياضة من عام (2006).
- رئيس مجلس الإدارة المدير العام للهيئة العامة للشباب والرياضة (2014).
- أتم العديد من الدورات العسكرية المتقدمة في الكويت والإمارات وأميركا.
- عضو اللجنة الدائمة للاحتفال بالأعياد الوطنية.
- في أكتوبر 2017 صدر مرسوماً بتعينه وكيلاً لوزارة الدفاع
- وفي 17 ديسمبر 2019 أصدر الشيخ صباح الأحمد الصباح أمير دولة الكويت مرسوماً بتشكيل الحكومة حيث عُين نائباً لرئيس مجلس الوزراء ووزيراً للدفاع وشغل المنصب حتى 14 ديسمبر 2020.[3]
- وفي 28 ديسمبر 2021 أصدر الشيخ مشعل الأحمد الصباح ولي عهد دولة الكويت مرسوماً بتشكيل الحكومة حيث عُين نائباً لرئيس مجلس الوزراء ووزيراً للداخلية [4] وفي 16 فبراير 2022 قدم استقالته من المنصب [5] وفي 17 فبراير 2022 صدر مرسوماً بقبول استقالته.[6]

## حياته العائلية
الشيخ أحمد منصور الأحمد الصباح متزوج وله من الأبناء:
- الشيخ منصور
- الشيخ عبدالرحمن